# 曹震
曹 震（そう しん、生年不詳 - 1393年）は、元末明初の軍人。本貫は濠州。

## 生涯
朱元璋の起兵に従い、指揮使を歴任した。洪武12年（1379年）、西番を討った功により景川侯に封じられた。洪武13年（1380年）、楊璟・薛顕らとともに北平で屯田した。洪武14年（1381年）、藍玉に従って雲南を征討し、道を分かれて臨安諸路を制圧した。洪武15年（1382年）、威楚に到達し、元の平章の閻乃馬歹らを降した。洪武17年（1384年）、曹震は容美・散毛の諸洞の少数民族や西番の朶甘・思曩日の諸族を討伐したいと請願したが、洪武帝（朱元璋）は許可しなかった。また曹震は貴州・四川の二都司の番馬を取り換えて、陝西・河南の将士に分給したいと請願した。さらに「四川から建昌駅に向かうのに大渡河を経由する道は、往来する者の多くが風土病で亡くなっています。父老に訊ねると、嘉定州峨眉から建昌にいたる古駅道があり、道は平易で風土病もないので、すでに軍民で修復させています。瀘州から建昌にいたる駅馬を、峨眉新駅に移し置くよう願いたい」と進言した。洪武帝はこれらを聞き入れた。洪武20年（1387年）、曹震は四川都司の選抜した精兵25000人とともに雲南品甸で屯田した。洪武21年（1388年）、靖寧侯葉昇とともに道を分かれて東川の少数民族の反乱を鎮圧し、5000人あまりを捕らえた。
ほどなく四川の軍務を担当するよう命じられ、藍玉とともに征南軍士を考査した。洪武23年（1390年）、永寧宣慰司が管轄地の河道に190カ所の浅瀬があり、そのうちの82カ所が石で塞がって通行困難であると訴えた。曹震は洪武帝の命を受けてこれに対処することになり、支河を永寧に通し、これを広く深く開削することで水運を可能にした。さらに陸路に駅舎や郵亭を作り、橋を架して棧道を立てた。曹震の整備した道は茂州から松潘にいたり、また茂州から貴州を経由して保寧に達した。これらの道が開通したことで、松潘は重鎮となった。曹震は洪武帝に四事の上奏をしていずれも許可された。
洪武26年（1393年）、藍玉の獄が起こると、曹震と朱寿は指揮の荘成らを誘って反乱を計画したとされ、曹震は逆党の首脳とされて、その子の曹炳とともに処刑された。